# Nazionale maschile under 18 di pallacanestro di Porto Rico
La nazionale di pallacanestro portoricana Under-18 è una selezione giovanile della nazionale portoricana di pallacanestro, ed è rappresentata dai migliori giocatori di nazionalità portoricana di età non superiore ai 18 anni.
Partecipa a tutte le manifestazioni internazionali giovanili di pallacanestro per nazioni gestite dalla FIBA.

## Partecipazioni

### FIBA Americas Under-18 Championship for Men
- 1990 - 5°
- 1994 -  3°
- 2002 -  1°
- 2006 - 5°
- 2008 - 4°

- 2010 - 6°
- 2012 - 6°
- 2014 - 5°
- 2016 - 4°

## Formazioni

### FIBA Americas Under-18 Championship for Men
Campionato americano maschile di pallacanestro Under-18 20064 García, 6 Figueroa, 7 Torres, 8 Martínez, 9 C. López, 10 J. López, 11 Morales, 12 Martes, 13 Román, 14 Andino, 15 Clavell,        All. -
Campionato americano maschile di pallacanestro Under-18 20104 Quiñones, 5 Betancourt, 6 Browne, 7 Andújar, 8 Alvarado, 9 Suárez, 10 Marrero, 11 Pérez, 12 Ortiz, 13 López, 14 Santos, 15 Matías,        All. -